# 김민규 (골프 선수)
김민규(2001년 3월 24일~)는 대한민국의 골프 선수이다.